# Joachim von Pfeil
Joachim Friedrich von Pfeil, född den 30 december 1857 i Neurode (Schlesien), död den 12 mars 1924 i Friedersdorfam Queis, var en tysk greve, kolonialpolitiker och forskningsresande.
von Pfeil var 1873–1883 farmare i Sydafrika, 1884–1887 i tjänst hos Sällskapet för tysk kolonisation i Tyska Östafrika, 1887–1889 direktör för Bismarckarkipelagen, under vilken tid han gjorde en längre forskningsfärd i Kejsar Vilhelms land på Nya Guinea, och reste 1892 genom Tyska Sydvästafrika samt 1897, 1899 och 1901 i Marocko. Han skrev bland annat Vorschläge zur praktischen Kolonisation in Ostafrika (1888) och Studien und Beobachtungen aus der Südsee (1899).